# Oxyethira tristella
Oxyethira tristella är en nattsländeart som beskrevs av František Klapálek 1895. Oxyethira tristella ingår i släktet Oxyethira och familjen smånattsländor. Arten är reproducerande i Sverige. Inga underarter finns listade i Catalogue of Life.